# چلینگتون
چلینگتون (به انگلیسی: Chellington) یک روستا در بریتانیا است که در Carlton and Chellington واقع شده‌است.